# Gele glansloper
De gele glansloper (Stenolophus skrimshiranus) is een keversoort uit de familie van de loopkevers (Carabidae). De wetenschappelijke naam van de soort werd in 1828 gepubliceerd door James Francis Stephens.